# بگذارید حرف بزنیم
بگذارید حرف بزنیم (#LetUsTalk) هشتگ کمپینی است که در اعتراض به حجاب اسلامی پس از حذف یادداشت شریف امیل، جراح اطفال از مجله انجمن پزشکی کانادا شکل گرفت. در پی آن بسیاری از زنان اهل خاورمیانه از جمله ایران و افغانستان که با مقوله حجاب درگیر بوده‌اند در انتقاد از این موضوع و تجربیات تلخ خود در خصوص آزارهای ایدئولوژیک نوشتند و از حق انتقاد در خصوص حجاب دفاع کرده و به سانسور با عنوان اسلام‌هراسی اعتراض کردند.

## شکل‌گیری
مجله انجمن پزشکی کانادا روی جلد این نشریه عکس کودک دختری را با حجاب منتشر می‌کند، شریف امیل، جراح اطفال طی نامه‌ایی به تیم تحریریه این نشریه می‌نویسد:

«از ابزار ظلم به عنوان نماد تنوع و شمول استفاده نکنید. برای لیبرال‌ها عادی شده که حجاب را به عنوان نمادی از تنوع و شمول در نظر گرفتن بگیرند… برای میلیون‌ها دختر و زن در سراسر جهان که اجازه انتخاب ندارند حجاب، نقاب و برقع ابزار ظلم و ستم هستند…»

پس از انتشار این یادداشت شورای ملی مسلمانان کانادا به این موضوع واکنش نشان داده و خواستار حذف فوری این متن از وبگاه این نشریه می‌شود. یادداشت بلافاصله حذف شده و سردبیر مجله انجمن پزشکی کانادا به دلیل انتشار کلمات «اشتباه، آسیب زننده و توهین آمیز» شریف امیل عذرخواهی می‌کند.
این موضوع در بین کاربران توئیتر فارسی بازتاب وسیعی داشت، پس از آن مسیح علی‌نژاد در توئیتی انگلیسی به این موضوع واکنش نشان داد و به‌فضای ایجاد شده در مورد جلوگیری از نقد حجاب و پوشش ایدئولوژیک اعتراض کرد و گفت غرب به بهانه اسلام‌هراسی منتقدان را وادار به سکوت می‌کند.
متن توییت:

در ایران به من می‌گفتند اگر حجاب نداشته باشم از مدرسه اخراج می‌شوم، زندانی می‌شوم، شلاق می‌خورم، کتک می‌خورم و از کشورم بیرون رانده می‌شوم. در غرب به من گفته می‌شود به اشتراک گذاشتن داستان من موجب «اسلام‌هراسی» می‌شود. من زنی اهل خاورمیانه هستم و از ایدئولوژی اسلامی می‌ترسم. بگذارید حرف بزنیم!

## واکنش نشریه شارلی ابدو
نشریه شارلی ابدو طی یادداشتی به‌قلم اینا شوچنکو ضمن حمایت از این کمپین می‌نویسد: «کمپین جدید بگذارید حرف بزنیم حرکتی است مشابه ⁦جنبش من هم⁩ ولی در مورد آزار پوششی. صدای زنان خاورمیانه‌ای که در غرب -یا جای دیگر- زندگی می‌کنند و مجبورند (یا در گذشته مجبور بودند) حجاب داشته باشند در حال بلند شدن است. ‏آنها می‌گویند حجاب اسلامی یک لباس عادی یا نشانه ای از آزادی نیست. آنها امیدوارند توسط برخی فمینیستها که مدام تکرار می‌کنند که حجاب یک انتخاب است شنیده شوند.»